# Minor J. Coon
Minor Jesser „Jud“ Coon (* 29. Juli 1921 in Englewood, Colorado; † 5. September 2018) war ein US-amerikanischer Biochemiker an der University of Michigan.
Coon erwarb 1943 einen Bachelor an der University of Colorado und 1946 für die Arbeit The amino acid requirements of man einen Ph.D. bei William C. Rose an der University of Illinois. Hier blieb er auch zunächst als Postdoktorand. Ab 1947 gehörte Coon als Instructor in der Abteilung für Biochemie zum Lehrkörper der University of Pennsylvania, hier wurde er 1949 Assistant Professor und 1953 Associate Professor. 1955 erhielt er an der University of Michigan Medical School eine ordentliche Professur für Biochemie. Von 1970 bis 1990 war er Leiter der dortigen Abteilung für Biochemie. Zwei Sabbaticals führten ihn 1955 zu dem späteren Nobelpreisträger Severo Ochoa an die New York University und 1961/62 zu dem späteren Nobelpreisträger Vladimir Prelog an die ETH Zürich. An der University of Michigan war Coon (Stand 2017) Victor V. Vaughan Distinguished University Professor Emeritus, seit Ende 2003 hatte er aber kein eigenes Labor mehr.
Coon ist vor allem für seine Arbeiten zum Cytochrom-P450-System bekannt. So konnte er zahlreiche Enzyme dieses Systems und NADPH-Cytochrom-P450-Oxidoreduktase isolieren und identifizieren sowie die Regulation dieser Enzyme aufklären. Außerdem konnte er die Funktion mehrerer P450-Enzyme bei der Verstoffwechslung verschiedener Arzneistoffe, Karzinogene und Giftstoffe bestimmen.
1959 erhielt Coon den American Chemical Society Award in Enzyme Chemistry der Division of Biological Chemistry der American Chemical Society. 1979 war Coon der erste Empfänger des William C. Rose Award der American Society for Biochemistry and Molecular Biology (ASBMB), deren Präsident er 1991 war. 1980 erhielt Coon den Bernard B. Brodie Award in Drug Metabolism der American Society for Pharmacology and Experimental Therapeutics. 1983 wurde er in die National Academy of Sciences gewählt, 1984 in die American Academy of Arts and Sciences und 1987 in das Institute of Medicine.
Coon gehörte zu den Herausgebern der wissenschaftlichen Fachzeitschriften Biochemical Preparations and Microsomes, Drug Oxidations and Chemical Carcinogenesis, Biochemistry, Molecular Pharmacology und Journal of Biological Chemistry.
Archives of Biochemistry and Biophysics widmete Coon zu seinem 90. Geburtstag eine ganze Ausgabe. An der University of Michigan gab es seit 1991 eine Minor J. Coon Professorship in Biological Chemistry, letzter Stelleninhaber war bis 2015 William L. Smith, sein Vorgänger war von 1991 bis 2003 Jack E. Dixon.